# Sex and Breakfast
Pour plus de détails, voir Fiche technique et Distribution.
Sex and Breakfast est un film américain réalisé par Miles Brandman, sorti en 2005.

## Synopsis
Deux jeunes couples se voit prescrire de l'échangisme par un thérapeute.

## Fiche technique
- Titre : Sex and Breakfast
- Réalisation : Miles Brandman
- Scénario : Miles Brandman
- Photographie : Mark Schwartzbard
- Montage : Dana Shockley
- Production : Andrew Adelson, Michael Brandman et Chip Diggins
- Société de production : Brandman Productions et CinemaLab
- Société de distribution : First Look International (États-Unis)
- Pays :  États-Unis
- Genre : Comédie noire
- Durée : 81 minutes
- Dates de sortie : 
  -  Costa Rica : 4 novembre 2005
  -  États-Unis : 22 janvier 2008 (DVD)

## Distribution
- Macaulay Culkin : James
- Kuno Becker : Ellis
- Alexis Dziena : Heather
- Eliza Dushku : Renee
- Joanna Miles : Dr. Wellbridge
- Eric Lively : Charlie
- Jaime Ray Newman : Betty, la serveuse
- Tracie Thoms : Sarah
- Anita Gnan : Mickey
- Margaret Travolta : Gale

## Accueil
Le film a reçu un accueil très défavorable de la critique. Il obtient un score moyen de 8 % sur Rotten Tomatoes.